# 迈克尔·格雷迪
迈克尔·格雷迪（英語：Michael Grady，1996年10月22日—），美国男子赛艇运动员。他曾代表美国参加2020年和2024年夏季奥林匹克运动会赛艇比赛，其中2024年奥运会获得一枚金牌。